# Морисов абралиопсис
Abraliopsis morisi е вид главоного от семейство Enoploteuthidae. Видът е незастрашен от изчезване.

## Разпространение
Разпространен е в Канада, Намибия и Португалия (Мадейра).